# 767 TCN
767 TCN là một năm trong lịch La Mã.